# قطعنامه ۲۰۲۶ شورای امنیت
قطعنامه ۲۰۲۶ شورای امنیت سازمان ملل متحد که در تاریخ ۱۴ دسامبر ۲۰۱۱ تصویب شد، سندی بین‌المللی دربارهٔ بررسی وضعیت در قبرس است. این قطعنامه طی نشست ۶۶۸۵ام با ۱۵ رای موافق و بدون رای مخالف و ممتنع تصویب شد.